# Ntfonjeni
Ntfonjeni – inkhundla w Dystrykcie Hhohho w Królestwie Eswatini. Według spisu powszechnego ludności z 2007 r. zamieszkiwało go 21 142 mieszkańców. Inkhundla dzieli się na siedem imiphakatsi: Hhelehhele, Kandwandwe, Lomshiyo, Mashobeni, Mshingishingini, Mvembili, Vusweni.